# Capodimonte (Italie)
Pour les articles homonymes, voir Capodimonte.
Capodimonte est une commune de la province de Viterbe dans la région Latium en Italie. Elle est située au bord du lac de Bolsena.

## Rocca Farnese

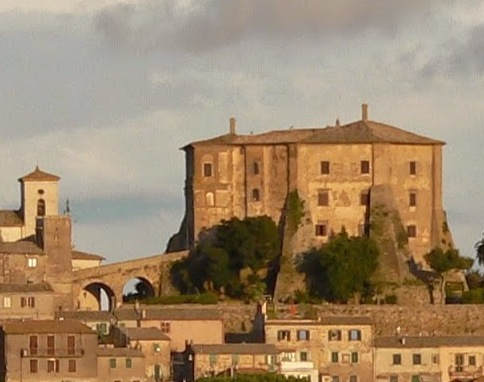
Rocca Farnese

## Personnalités
- Pedro Gonzales (° vers 1537) et  y est décédé vers 1618.
- Marguerite Aldobrandini

## Administration
| Période                                  | Période | Identité | Étiquette | Qualité |
| ---------------------------------------- | ------- | -------- | --------- | ------- |
|                                          |         |          |           |         |
| Les données manquantes sont à compléter. |         |          |           |         |

### Communes limitrophes
Bolsena, Gradoli, Latera, Marta, Montefiascone, Piansano, San Lorenzo Nuovo, Tuscania, Valentano

### Personnalités nées à Capodimonte
- Marguerite Aldobrandini
- Vincenzo Macchi